# 上厄施
上厄施是瑞士的城鎮，位於該國中西部，由伯恩州負責管轄，面積2.15平方公里，海拔高度489米，2011年人口109，八成半人口信奉基督教，人口密度每平方公里51人。